# Georg Beseler
Carl Georg Christoph Beseler (2. november 1809 i Rødemis ved Husum – 28. august 1888 i Harzburg) var en tysk retslærd, broder til Wilhelm Beseler.
Beseler tog 1831 juridisk eksamen i Kiel og 2 år efter doktorgraden sammesteds. Stærkt påvirket af den Lornsenske bevægelse nægtede han at aflægge lydighedsed til den danske konge, og som følge heraf nægtedes der ham ikke alene bestalling som advokat, men det blev ham også forbudt at virke som privatdocent i Kiel, og han forlod derfor 1835 for bestandig Hertugdømmerne. 
Samme år blev han juris professor i Basel, 1837 i Rostock, 1842 i Greifswald og 1859 ved Berlins Universitet. Under sit ophold i Basel knyttede han nærmere forbindelse med Lornsen, og efter dennes død blev det Beseler, der udgav hans politiske testament Die Unionsverfassung Dänemarks und Schleswig-Holsteins (Jena 1841). Beseler var medlem af Frankfurt-parlamentet, hvor han sluttede sig til det nationale Centrumsparti, og fra 1875 var han livsvarigt medlem af det preussiske herrehus. Han skrev Erlebtes und Erstrebtes. 1809-1859 (Berlin 1884). 
Beselers videnskabelige virksomhed står i nøje sammenhæng med hans politiske. Han udgik fra den historiske skole, men betonede på en anden måde end denne rettens nationale og folkeejendommelige elementer. I receptionen af den romerske ret så Beseler en nationalulykke, skarpt gennemførte han sondringen mellem den folkelige ret og den af juristerne skabte, med påvisning af den mulige og virkelige tvedragt mellem den folkelige og den juridiske retsbevidshed. 
Allerede Beselers første større værk Die Lehre von den Erbverträgen (I, 1835, II, 1-2, 1837 og 1840) var præget af denne tankegang, som fik et særlig prægnant udtryk i hans programskrift Volksrecht und Juristenrecht (1843), der har et sådant arbejdes fortrin og fejl, og som pådrog Beseler den hvasseste kritik fra den tyske retsvidenskabs mest skolede ånder, G.F. Puchta, C.G. von Wächter, Heinrich Thöl i bogen Volksrecht, Juristenrecht. Genossenschaften. Stände. Gemeines Recht (1846) og andre. 
Herefter stod Beseler som den germanistiske bevægelses førstemand, og ved sit System des gemeinen deutschen Privatrechts (I, 1847, II, 1853; III, 1865, 4. udgave 1885) befæstede han yderligere denne stilling. Praktisk og videnskabelig har hans indflydelse været overordentlig, ikke mindst ved den videre udvikling, hans tanker har fået ved hans fremragende elev Otto von Gierke. Foruden en del retshistoriske afhandlinger kan af Beselers produktion endnu nævnes hans Kommentar über das Strafgesetzbuch für die Preuszsischen Staaten und das Einführungsgesetz vom 14. April 1851 (1851). 